# Sopot Festival 1974
Sopot Festival 1974 – 14. edycja festiwalu muzycznego odbywającego się w sopockiej Operze Leśnej. Festiwal został zorganizowany w dniach 21–24 sierpnia 1974 roku a prowadzili go Jacek Bromski i Wanda Neuman. Wygrała Finka Marion Rung z piosenką „Uskon lauluun”.

## Dni płytowe
Nagroda Grand Prix du Disque – „Bursztynowa Płyta” – trafiła do fińskiego oddziału wytwórni EMI, którą reprezentowała piosenkarka Marion Rung. Nagrodą specjalną wyróżniono wytwórnię CBS Records za występ amerykańskiego piosenkarza Chrisa Monteza.

## Finał (dzień międzynarodowy)
|    | Kraj              | Język             | Wykonawca               | Tytuł                                          | Miejsce | Punkty |
| -- | ----------------- | ----------------- | ----------------------- | ---------------------------------------------- | ------- | ------ |
| 01 | Kuba              | hiszpański        | Elizabeth de Gracia     |                                                | 11      | 21     |
| 02 | Austria           | niemiecki         | Andreas Hauff           | „Schauen gerade in Augen”                      | 8       | 24     |
| 03 | Bułgaria          | bułgarski         | Christo Kidikow         |                                                | 10      | 22     |
| 04 | Stany Zjednoczone | angielski         | Elpida Grecaj           |                                                | 12      | 20     |
| 05 | Stany Zjednoczone | hiszpański        | Chris Montez            | „Arder montaña, arder bosque”                  | 19      | 10     |
| 06 | Szwecja           | szwedzki          | Scafell Pike            | „Idag, i morgon, alltid”                       | 2       | 135    |
| 07 | RFN               | niemiecki         | Eva-Maria               |                                                | 11      | 21     |
| 08 | Holandia          | angielski         | Cherrie Vangelder-Smith | „Silverboy”                                    | 13      | 18     |
| 09 | Rumunia           | rumuński          | Marina Voica            | „Nu obìcâti nu zaklevam se”                    | 4       | 29     |
| 10 | Finlandia         | fiński            | Marion Rung             | „Uskon lauluun”                                | 1       | 204    |
| 11 | Węgry             | węgierski         | Corvina                 |                                                | 5       | 28     |
| 12 | Irlandia          | angielski         | Joe Cuddy               | „Devil and paradise”                           | 9       | 23     |
| 13 | Jugosławia        | serbsko-chorwacki | Radojka Šverko          | „Fragile”                                      | 7       | 25     |
| 14 | Japonia           | angielski         | Akira Fuse              | „Whether Yes or No”                            | 12      | 20     |
| 15 | Wielka Brytania   | angielski         | Susha                   |                                                | 7       | 25     |
| 16 | Wielka Brytania   | angielski         | Mike Storey             |                                                | 17      | 13     |
| 17 | ZSRR              | rosyjski          | Siergiej Zacharow       | „Miła ma”                                      | 17      | 13     |
| 18 | ZSRR              | rosyjski          | Sofia Rotaru            | „Кто-то”                                       | 2       | 135    |
| 19 | ZSRR              | rosyjski          | Nijole Szczjukajtje     | „Żurawli”                                      | 14      | 17     |
| 20 | Polska            | polski            | Dwa Plus Jeden          | „Kołysanka matki”                              | 3       | 122    |
| 21 | Czechosłowacja    | czeski            | Karol Duchoń            | „Láska je v nás”                               | 6       | 27     |
| 22 | Czechosłowacja    | czeski            | Martha i Tena           | „Pio kali i Monaxia”                           | 16      | 15     |
| 23 | Kanada            | angielski         | Fraser & DeBolt         | „Waiting for the Harvest in Garf’s Front Yard” | 15      | 16     |
| 24 | Holandia          | angielski         | Euson                   | „Leon”                                         | 20      | 4      |
| 25 | Hiszpania         | angielski         | Daniel Velásquez        | „Love”                                         | 13      | 18     |
| 26 | Wielka Brytania   | angielski         | Paintbox                |                                                | 20      | 4      |
| 27 | Polska            | polski            | Irena Jarocka           | „Wymyśliłam Cię”                               | 13      | 18     |
| 28 | Czechosłowacja    | czeski            | Pavel Bartoň            |                                                | 21      | 3      |
| 29 | RFN               | niemiecki         | Anne Karin              | „Junge”                                        | 18      | 11     |
| 30 | NRD               | niemiecki         | Hans-Jürgen Beyer       | „Noch nich bis dann”                           | 10      | 22     |

## Jury
- Kuba: Redento Morejón
- Austria: Gerd Thumser
- Bułgaria: Nicolas Kuldijev
- Grecja: Takis Cambas
- Stany Zjednoczone: Sol Rabinovitz
- Szwecja: Stefan Nordin
- Holandia: Johan Gert Maijer, Joseph Charles
- Rumunia: Edgar Elian
- Wielka Brytania: Raimo Henriksson, Ronald Bell, Paul Bonner, Geoffrey Everitt
- Węgry: István Juhász
- Irlandia: Michael Geoghegan
- Jugosławia: Alfi Kabiljo
- Japonia: Hiroshi Miyagawa
- ZSRR: Igor Dmitriew, M. Skorik, Petras Milius
- Polska: A. Ikonowicz, B. Jankowski, W. Filler, A. Sławiński, H. Jabłoński, Z. Adrjański, A. Paszkowski
- Czechosłowacja: Marián Jurík, Jiří Malásek, Jiřina Fikejzová
- Hiszpania: Ricardo Singer
- RFN: Ingeborg Gotz
- NRD: Lothar Klunter

|                                                            | Głosy w finale                     |      |         |    |    |                   |         |          |    |    |          |    |         |                 |    |    |                |    |    |    |    |
| PUNKTY                                                     | Razem                              | Kuba | Austria |    |    | Stany Zjednoczone | Szwecja | Holandia |    |    | Irlandia |    | Japonia | Wielka Brytania |    |    | Czechosłowacja |    |    |    |    |
| Uczestnicy                                                 | Kuba                               | 21   | 12      | –  | –  | –                 | –       | –        | –  | –  | –        | –  | –       | 5               | –  | –  | –              | –  | 5  | 1  | –  |
| Uczestnicy                                                 | Austria                            | 24   | –       | 12 | –  | –                 | –       | –        | –  | –  | 3        | –  | 2       | –               | –  | –  | –              | 4  | –  | 4  | 1  |
| Uczestnicy                                                 | Bułgaria                           | 22   | –       | 12 | 3  | –                 | –       | –        | –  | –  | –        | 5  | 2       | –               | –  | –  | –              | –  | –  | –  | –  |
| Uczestnicy                                                 | Stany Zjednoczone (Elpida Grecaj)  | 20   | 5       | –  | –  | –                 | 12      | –        | –  | –  | –        | –  | –       | –               | 3  | –  | –              | –  | –  | –  | –  |
| Uczestnicy                                                 | Stany Zjednoczone (Chris Montez)   | 10   | 4       | –  | –  | –                 | 6       | –        | –  | –  | –        | –  | –       | –               | –  | –  | –              | –  | –  | –  |    |
| Uczestnicy                                                 | Szwecja                            | 135  | 8       | 7  | 8  | 7                 | 8       | 7        | 8  | 7  | 8        | 7  | 8       | 7               | 8  | –  | –              | 8  | 7  | 8  | 7  |
| Uczestnicy                                                 | RFN (Eva-Maria)                    | 21   | –       | 3  | –  | –                 | –       | –        | 4  | –  | –        | –  | –       | –               | –  | –  | –              | 2  | –  | 12 | –  |
| Uczestnicy                                                 | Holandia (Cherrie Vangelder-Smith) | 18   | –       | –  | 6  | –                 | –       | –        | 12 | –  | –        | –  | –       | –               | –  | –  | –              | –  | –  | –  |    |
| Uczestnicy                                                 | Rumunia                            | 29   | –       | –  | 5  | 2                 | –       | –        | –  | 12 | 5        | –  | 4       | –               | –  | 1  | –              | –  | –  | –  | –  |
| Uczestnicy                                                 | Finlandia                          | 204  | 10      | 10 | 10 | 12                | 10      | 12       | 10 | 10 | 10       | 10 | 10      | 10              | 10 | 10 | 10             | 10 | 10 | 10 | 10 |
| Uczestnicy                                                 | Węgry                              | 28   | –       | –  | 1  | 1                 | –       | –        | –  | 4  | 12       | –  | 3       | –               | –  | 2  | –              | –  | –  | –  | –  |
| Uczestnicy                                                 | Irlandia                           | 23   | –       | –  | –  | –                 | –       | 1        | –  | –  | –        | 12 | –       | 1               | –  | –  | –              | –  | 4  | –  | –  |
| Uczestnicy                                                 | Jugosławia                         | 25   | –       | 4  | –  | –                 | –       | –        | –  | 5  | 4        | –  | 12      | –               | –  | –  | –              | –  | –  | –  | –  |
| Uczestnicy                                                 | Japonia                            | 20   | –       | –  | –  | –                 | 5       | –        | –  | –  | –        | 2  | –       | 12              | 1  | –  | –              | –  | –  | –  | –  |
| Uczestnicy                                                 | Wielka Brytania (Susha)            | 25   | 1       | –  | –  | –                 | 2       | –        | 2  | –  | –        | 5  | –       | –               | 12 | –  | –              | –  | 3  | –  | –  |
| Uczestnicy                                                 | Wielka Brytania (Mike Storey)      | 13   | –       | –  | –  | –                 | –       | 1        | –  | 1  | –        | –  | 4       | –               | –  | 5  | –              | –  | –  | 2  | –  |
| Uczestnicy                                                 | ZSRR (Siergiej Zacharow)           | 13   | –       | –  | –  | 5                 | –       | –        | –  | 3  | –        | –  | –       | –               | –  | –  | 5              | –  | –  | –  | –  |
| Uczestnicy                                                 | ZSRR (Sofia Rotaru)                | 135  | 7       | 8  | 7  | 8                 | 7       | 8        | 7  | 8  | 7        | 8  | 7       | 8               | 7  | 12 | 8              | 7  | 8  | 7  | 8  |
| Uczestnicy                                                 | ZSRR (Nijole Szczjukajtje)         | 17   | –       | –  | –  | 4                 | –       | 5        | –  | 2  | –        | –  | –       | –               | –  | 7  | 4              | –  | –  | –  | –  |
| Uczestnicy                                                 | Polska (Dwa Plus Jeden)            | 122  | 6       | 6  | 6  | 6                 | –       | 6        | –  | 6  | 6        | 6  | 6       | 6               | 6  | 8  | 12             | 6  | 6  | 6  | 6  |
| Uczestnicy                                                 | Czechosłowacja (Karol Duchoń)      | 27   | –       | –  | –  | –                 | –       | –        | –  | –  | 2        | –  | 1       | –               | –  | 5  | 3              | 12 | –  | –  | 4  |
| Uczestnicy                                                 | Czechosłowacja (Martha i Tena)     | 15   | –       | –  | –  | –                 | –       | –        | –  | 1  | –        | –  | –       | –               | –  | –  | 2              | 5  | –  | –  | 3  |
| Uczestnicy                                                 | Kanada                             | 16   | 3       | –  | –  | –                 | 3       | –        | –  | –  | –        | –  | –       | 4               | –  | –  | –              | –  | 5  | 2  | –  |
| Uczestnicy                                                 | Holandia (Euson)                   | 4    | –       | –  | –  | –                 | –       | 2        | –  | –  | –        | –  | –       | –               | –  | –  | –              | –  | 2  | –  | –  |
| Uczestnicy                                                 | Hiszpania                          | 18   | 2       | –  | –  | –                 | –       | –        | –  | –  | –        | –  | –       | 3               | –  | –  | –              | –  | 12 | –  | –  |
| Uczestnicy                                                 | Wielka Brytania (Paintbox)         | 4    | –       | –  | –  | –                 | –       | –        | –  | –  | –        | 3  | –       | –               | –  | –  | –              | –  | 1  | –  | –  |
| Uczestnicy                                                 | Polska (Irena Jarocka)             | 18   | –       | –  | 2  | –                 | –       | 10       | –  | 1  | –        | 1  | –       | –               | –  | 6  | 6              | –  | –  | –  | 5  |
| Uczestnicy                                                 | Czechosłowacja (Pavel Bartoň)      | 3    | –       | –  | –  | –                 | –       | –        | –  | –  | –        | –  | –       | –               | –  | 3  | –              | –  | –  | –  | –  |
| Uczestnicy                                                 | RFN (Anne Karin)                   | 11   | –       | 2  | –  | –                 | –       | –        | 3  | –  | –        | –  | –       | –               | –  | –  | –              | 1  | –  | 5  | –  |
| Uczestnicy                                                 | NRD                                | 22   | –       | 1  | –  | –                 | –       | 4        | 5  | –  | –        | –  | –       | –               | –  | –  | 1              | 3  | –  | –  | 12 |
| Kraje w tabeli są uporządkowane w kolejności występowania. |                                    |      |         |    |    |                   |         |          |    |    |          |    |         |                 |    |    |                |    |    |    |    |